# カールトン・ケニー
カールトン・ケニー（英語：Henry Carlton Kenney、1935年11月23日 -  2002年9月）は、アメリカ合衆国ジョージア州生まれの宣教師、牧師。

## 経歴
1962年に宣教師として来日。
日野キリスト教会、天竜めぐみキリスト教会、大津キリスト教会、甲府めぐみキリスト教会、海老名キリスト教会、ニューライフ・キリスト教会を開拓伝道、奉仕。

## 著書
- 『クリスマスについての考察』暁書房（マルコーシュ・パブリケーション社）ISBN 4-87207-094-1
- 『キリストの体なる教会』　生ける水の川
- 『長老とは』生ける水の川
- 『教会一致への道』生ける水の川
- 『教会とイスラエル』生ける水の川

## その他
著書の『クリスマスについての考察』は、クリスマスが異教起源の非聖書的行事であるという論題をプロテスタント諸教会に提起したものであるが、片言の日本語で書かれているために正当な評価を受けていない。